# Zinkchlorid-Zelle
Die Zinkchlorid-Zelle, umgangssprachlich auch  Zinkchlorid-Batterie ist eine Galvanische Zelle spezieller Bauart. Ihre wichtigsten Inhaltsstoffe sind Zinkchlorid und Braunstein. Dieser Typ Batterie gehörte bis zum Ende der 1970er Jahre zu den meist benutzten Batterietypen. Heute wird sie gelegentlich noch für Taschenlampen, Spielzeug und elektrische Kleingeräte verwendet, ist aber fast vollständig durch die leistungsfähigere Alkali-Mangan-Zelle abgelöst. Die gebräuchlichste Form war die runde R20/UM-1/"Mono" Batterie.

## Entwicklung
Die Zinkchlorid-Zelle ist eine Weiterentwicklung des Leclanché-Elements. Im Vergleich zu ihrem Vorgänger ist ihre Herstellung teurer und sie muss stärker gegen Austrocknen geschützt werden. Die Zinkchlorid-Zelle liefert aber eine beständigere Spannung, verfügt über eine potentiell höhere Kapazität und ist relativ auslaufsicher, womit die Vorteile in der Summe überwiegen.

## Reaktionen
- Anodenreaktion (Minuspol):

{\displaystyle \mathrm {Zn\longrightarrow Zn^{2+}+2\ e^{-}} }
Oxidation von Zink
- Kathodenreaktion (Pluspol):

{\displaystyle \mathrm {2\ MnO_{2}+2\ H_{2}O+2\ e^{-}\longrightarrow 2\ MnO(OH)+2\ OH^{-}} }
Reduktion von Mangandioxid zu Manganoxidhydroxid
- Gesamtreaktion:

{\textstyle \mathrm {4\ Zn+8\ MnO_{2}+ZnCl_{2}+9\ H_{2}O\longrightarrow [ZnCl_{2}*4\ ZnO*5\ H_{2}O]+8\ MnO(OH)} }
- Komplexentstehung:

{\displaystyle \mathrm {4\ Zn+H_{2}O+8\ OH^{-}+Zn^{2+}+2\ Cl^{-}\longrightarrow [ZnCl_{2}*4\ ZnO*5\ H_{2}O]\downarrow +8\ e^{-}} }

## Technische Daten
Im unbelasteten Zustand beträgt die Zellspannung 1,5 V. Im Betrieb sinkt sie jedoch, da sich der Zinkkomplex [ZnCl2*4ZnO*5H2O] an den Oberflächen der Elektroden absetzt und so den Widerstand im Stromkreis erhöht.